# 909 Ulla
Ulla è un asteroide della fascia principale del diametro medio di circa 116,44 km. Scoperto nel 1919, presenta un'orbita caratterizzata da un semiasse maggiore pari a 3,5412786 UA e da un'eccentricità di 0,0993050, inclinata di 18,74762° rispetto all'eclittica.
Stanti i suoi parametri orbitali, è considerato un membro della famiglia Cibele di asteroidi.
Il suo nome è in onore di Ulla Ahrens, la figlia di un amico dello scopritore.